# Příběh jeptišky
Příběh jeptišky (v anglickém originále The Nun's Story) je americký dramaticko-psychologický film z roku 1959 režiséra Freda Zinnemanna s Audrey Hepburnovou v hlavní roli.
Film pojednává o osudu řádové sestry Lucy, která musí řešit vážné životní dilema svého odchodu z řádu z velmi vážných osobních důvodů, kterými se stane násilná smrt jejího otce na počátku druhé světové války během nacistické okupace Belgie a jejího dalšího zapojení do belgického protinacistického odboje.
Snímek byl nominován celkem v osmi kategoriích na cenu Americké akademie filmových umění a věd Oscar (nejlepší film, nejlepší režie, nejlepší herečka v hlavní roli, nejlepší kamera, nejlepší střih, nejlepší hudba, nejlepší zvuk, nejlepší scénář), získal i řadu dalších ocenění včetně Ceny Newyorských kritiků a americké Národní ceny kritiků.
Dílo je dodnes oceňováno, mimo jiné, také pro svůj poměrně věrný obraz, který podává o životě řeholnic v belgickém katolickém klášteře v období krátce před 2. světovou válkou.
Film byl natočen podle skutečných událostí.

## Děj
Gabrielle van der Mal je silně nábožensky založená dívka, její otec je proslulý belgický lékař – chirurg MUDr. Van Der Mal. Gabrille se na počátku filmu rozhodne vstoupit do kláštera, tak aby se, coby řádová sestra mohla stát zdravotní sestrou v Belgickém Kongu. Film začíná jejím odchodem do kláštera ve své první třetině se věnuje přísnému klášternímu řádu a dennímu režimu, kterými musí každá novicka i nová řádová sestra povinně projít tak, aby věrně a řádně sloužila Bohu.
Gabrielle tím vším víceméně úspěšně prochází, v polovině filmu se z ní stane sestra Luke. Coby dcera věhlasného lékaře si do kláštera z předchozího života přinesla mnoho zdravotnických znalostí a praktických dovedností, které dovedně využívá jak během vzorného absolvování ošetřovatelského kurzu ale i během následného pobytu v Belgickém Kongu, kde obětavě pracuje jako vynikající asistentka místního civilního lékaře. V Belgickém Kongu se stane brzy velmi známou i oblíbenou nejen všemi řádovými sestrami ale i místními obyvateli, mimo jiné i kvůli svému mládí a nepřehlédnutelnému dívčímu půvabu.
Nicméně krátce před vypuknutím 2. světové války je z Belgického Konga odeslána domů zpět do Belgie jako doprovod jednoho těžce nemocného pacienta. Doma v Belgii ji zastihne počátek 2. světové války. Během své služby v nemocnici se dozvídá, že její otec byl brutálně zastřelen vojáky Wehrmachtu při obsazování Belgie. To ji nakonec donutí odejít z řádu a vrátit se zpět do civilu tak, aby se mohla věnovat činnosti v protinacistickém odboji.

## Tvůrčí tým
- Režie: Fred Zinnemann
- Produkce: Henry Blanke
- Scénář: Kathryn Hulme, Robert Anderson
- Kamera: Franz Planer
- Střih: Walter A. Thompson
- Hudba: Franz Waxman
- Produkce: Warner Bros. Entertainment
- Premiéra: 18. července 1959

## Hrají
- Audrey Hepburnová – řádová sestra Luke (Gabrielle van der Mal)
- Peter Finch – Dr. Fortunati
- Edith Evans – Rev. matka Emmanuel
- Peggy Ashcroft – matka Mathilde
- Dean Jagger – Dr. Van Der Mal
- Mildred Dunnock – řádová sestra Margharita
- Beatrice Straight – matka Christophe
- Patricia Collinge – řádová sestra William
- Rosalie Crutchley – řádová sestra Eleanor
- Ruth White – matka Marcella
- Barbara O'Neil – matka Didyma
- Margaret Phillips – řádová sestra Pauline
- Patricia Bosworth – Simone
- Colleen Dewhurst – Archanděl Gabriel
- Stephen Murray – Chaplain (otec Andre)
- Lionel Jeffries – Dr. Goovaerts
- Niall MacGinnis – otec Vermeuhlen
- Eva Kotthaus – řádová sestra Marie
- Molly Urquhart – řádová sestra Augustine
- Dorothy Alison – řádová sestra Aurelie
- Jeanette Sterke – Louise (Gabriellina rodná sestra)
- Errol John – Illunga